# Marc Gené
Marc Gené Guerrero (Sabadell, 29 de março de 1974) é um automobilista espanhol. Disputou as temporadas de 1999 e 2000, pela Minardi, e em 2003 e 2004, pela Williams. Fez cinco pontos no campeonato. Atualmente é piloto de testes da Ferrari.

## Carreira
Gené começou a carreira na Fórmula 1 em 1999, competindo pela Minardi. Ele era companheiro do italiano Luca Badoer (e também do francês Stéphane Sarrazin, que participou apenas do GP do Brasil), somou apenas um ponto com o 6ª lugar no GP da Europa. Se manteve no time de Faenza em 2000, desta vez tendo como companheiro de escuderia o argentino Gastón Mazzacane.

### Williams
Após ter se licenciado como piloto titular em 2001 e 2002, Gené guiou a Williams. Se manteve na equipe inglesa (como piloto de testes) até 2004.

### Ferrari
Atualmente, Marc Gené é o piloto de testes da Ferrari.

## Vitória em Le Mans
Em 2009, dirigindo um Peugeot 908, o piloto venceu as 24 Horas de Le Mans (junto com o austríaco Alexander Wurz e o australiano David Brabham).

## Fórmula 1[2]
(Legenda)
| Ano  | Equipe                       | Chassis       | Motor               | 1         | 2         | 3         | 4         | 5         | 6         | 7         | 8        | 9        | 10       | 11        | 12       | 13        | 14      | 15       | 16        | 17        | 18  | Pontos | Posição |
| ---- | ---------------------------- | ------------- | ------------------- | --------- | --------- | --------- | --------- | --------- | --------- | --------- | -------- | -------- | -------- | --------- | -------- | --------- | ------- | -------- | --------- | --------- | --- | ------ | ------- |
| 1999 | Fondmetal Minardi Ford       | Minardi M01   | Ford VJ Zetec-R V10 | AUS Ret B | BRA 9 B   | SAN 9 B   | MÔN Ret B | ESP Ret B | CAN 8 B   | FRA Ret B | GBR 15 B | AUT 11 B | ALE 9 B  | HUN 17 B  | BEL 16 B | ITA Ret B | EUR 6 B | MAL 9 B  | JAP Ret B |           |     | 1      | 17º     |
| 2000 | Telefónica Minardi Fondmetal | Minardi M02   | Fondmetal RV10 V10  | AUS 8 B   | BRA Ret B | SAN Ret B | GBR 14 B  | ESP 14 B  | EUR Ret B | MON Ret B | CAN 16 B | FRA 15 B | AUT 8 B  | ALE Ret B | HUN 15 B | BEL 14 B  | ITA 9 B | EUA 12 B | JAP Ret B | MAL Ret B |     | 0      | NC 19º  |
| 2003 | BMW Williams F1 Team         | Williams FW25 | BMW P83 V10         | AUS       | MAL       | BRA       | SMR       | ESP       | AUT       | MON       | CAN      | EUR      | FRA      | GBR       | GER      | HUN       | ITA 5 M | USA      | JPN       |           |     | 4      | 17º     |
| 2004 | BMW Williams F1 Team         | Williams FW26 | BMW P84 V10         | AUS       | MAL       | BHR       | SMR       | ESP       | MON       | EUR       | CAN      | USA      | FRA 10 M | GBR 12 M  | GER      | HUN       | BEL     | ITA      | CHN       | JPN       | BRA | 0      | NC 23°  |

## 24 Horas de Le Mans[3]
| Ano  | Equipe                | Nº | Co-Pilotos                           | Chassi                                  | Pneus | Classe | Voltas | Posição Geral | Posição Na Categoria |
| Ano  | Equipe                | Nº | Co-Pilotos                           | Motor                                   | Pneus | Classe | Voltas | Posição Geral | Posição Na Categoria |
| ---- | --------------------- | -- | ------------------------------------ | --------------------------------------- | ----- | ------ | ------ | ------------- | -------------------- |
| 2007 | Team Peugeot Total    | 7  | Nicolas Minassian Jacques Villeneuve | Peugeot 908                             | M     | LMP1   | 338    | DNF           | DNF                  |
| 2007 | Team Peugeot Total    | 7  | Nicolas Minassian Jacques Villeneuve | Peugeot HDi 5.5L Turbo V12 (Diesel)     | M     | LMP1   | 338    | DNF           | DNF                  |
| 2008 | Team Peugeot Total    | 7  | Nicolas Minassian Jacques Villeneuve | Peugeot 908                             | M     | LMP1   | 381    | 2º            | 2º                   |
| 2008 | Team Peugeot Total    | 7  | Nicolas Minassian Jacques Villeneuve | Peugeot HDi 5.5 L Turbo V12 (Diesel)    | M     | LMP1   | 381    | 2º            | 2º                   |
| 2009 | Peugeot Sport Total   | 9  | David Brabham Alexander Wurz         | Peugeot 908 HDi FAP                     | M     | LMP1   | 382    | 1º            | 1º                   |
| 2009 | Peugeot Sport Total   | 9  | David Brabham Alexander Wurz         | Peugeot HDi 5.5 L Turbo V12 (Diesel)    | M     | LMP1   | 382    | 1º            | 1º                   |
| 2010 | Team Peugeot Total    | 1  | Alexander Wurz Anthony Davidson      | Peugeot 908 HDi FAP                     | M     | LMP1   | 360    | DNF           | DNF                  |
| 2010 | Team Peugeot Total    | 1  | Alexander Wurz Anthony Davidson      | Peugeot HDi 5.5 L Turbo V12 (Diesel)    | M     | LMP1   | 360    | DNF           | DNF                  |
| 2011 | Peugeot Sport Total   | 7  | Anthony Davidson Alexander Wurz      | Peugeot 908                             | M     | LMP1   | 351    | 4º            | 4º                   |
| 2011 | Peugeot Sport Total   | 7  | Anthony Davidson Alexander Wurz      | Peugeot HDi 3.7 L Turbo V8 (Diesel)     | M     | LMP1   | 351    | 4º            | 4º                   |
| 2012 | Audi Sport Team Joest | 3  | Romain Dumas Loïc Duval              | Audi R18 ultra                          | M     | LMP1   | 366    | 5º            | 5º                   |
| 2012 | Audi Sport Team Joest | 3  | Romain Dumas Loïc Duval              | Audi TDI 3.7 L Turbo V6 (Diesel)        | M     | LMP1   | 366    | 5º            | 5º                   |
| 2013 | Audi Sport Team Joest | 3  | Oliver Jarvis Lucas Di Grassi        | Audi R18 e-tron quattro                 | M     | LMP1   | 347    | 3º            | 3º                   |
| 2013 | Audi Sport Team Joest | 3  | Oliver Jarvis Lucas Di Grassi        | Audi TDI 3.7 L Turbo V6 (Hybrid Diesel) | M     | LMP1   | 347    | 3º            | 3º                   |
| 2014 | Audi Sport Team Joest | 1  | Tom Kristensen Lucas Di Grassi       | Audi R18 e-tron quattro                 | M     | LMP1-H | 376    | 2º            | 2º                   |
| 2014 | Audi Sport Team Joest | 1  | Tom Kristensen Lucas Di Grassi       | Audi TDI 4.0 L Turbo V6 (Diesel)        | M     | LMP1-H | 376    | 2º            | 2º                   |